# Fumarole

Fumarolen auf Vulcano

Eine Fumarole (lat.-it.; Mehrzahl: Fumarolen) ist eine vulkanische Dampfaustrittsstelle im Bereich von vulkanisch aktiven Gebieten. Ausgestoßen werden meist Wasserdampf und zum Teil vulkanische Gase.

## Entstehung
Fumarolen entstehen, wenn sich in der Tiefe nur wenig Wasser ansammelt.  Durch den fehlenden Druck wird das Wasser vor seinem Austritt vollständig in Dampf umgewandelt. Fumarolen werden durch die Temperatur und Art der Gase, die aus ihnen austreten, klassifiziert. Die Temperaturen der Gase können zwischen 200 °C und 800 °C liegen. Die meisten Fumarolen scheiden zwar reinen Wasserdampf aus, oft treten aber auch andere vulkanische Gase aus, die sich teilweise an der Austrittsstelle abscheiden. Durch Oxidation und thermophile (wärmeliebende) Bakterien entsteht so die für Fumarolen charakteristische bunte Färbung. Exhalationen, die reich an Schwefelverbindungen wie Schwefelwasserstoff sind, werden Solfataren genannt; Kohlendioxid-Exhalationen heißen Mofetten. In der Umgebung von in Bodensenken liegenden Mofetten kann sich das Kohlendioxid anreichern, da es schwerer ist als Luft, und so bei Tieren und Menschen zum Tod durch Erstickung führen.

## Anzeige vulkanischer Aktivität

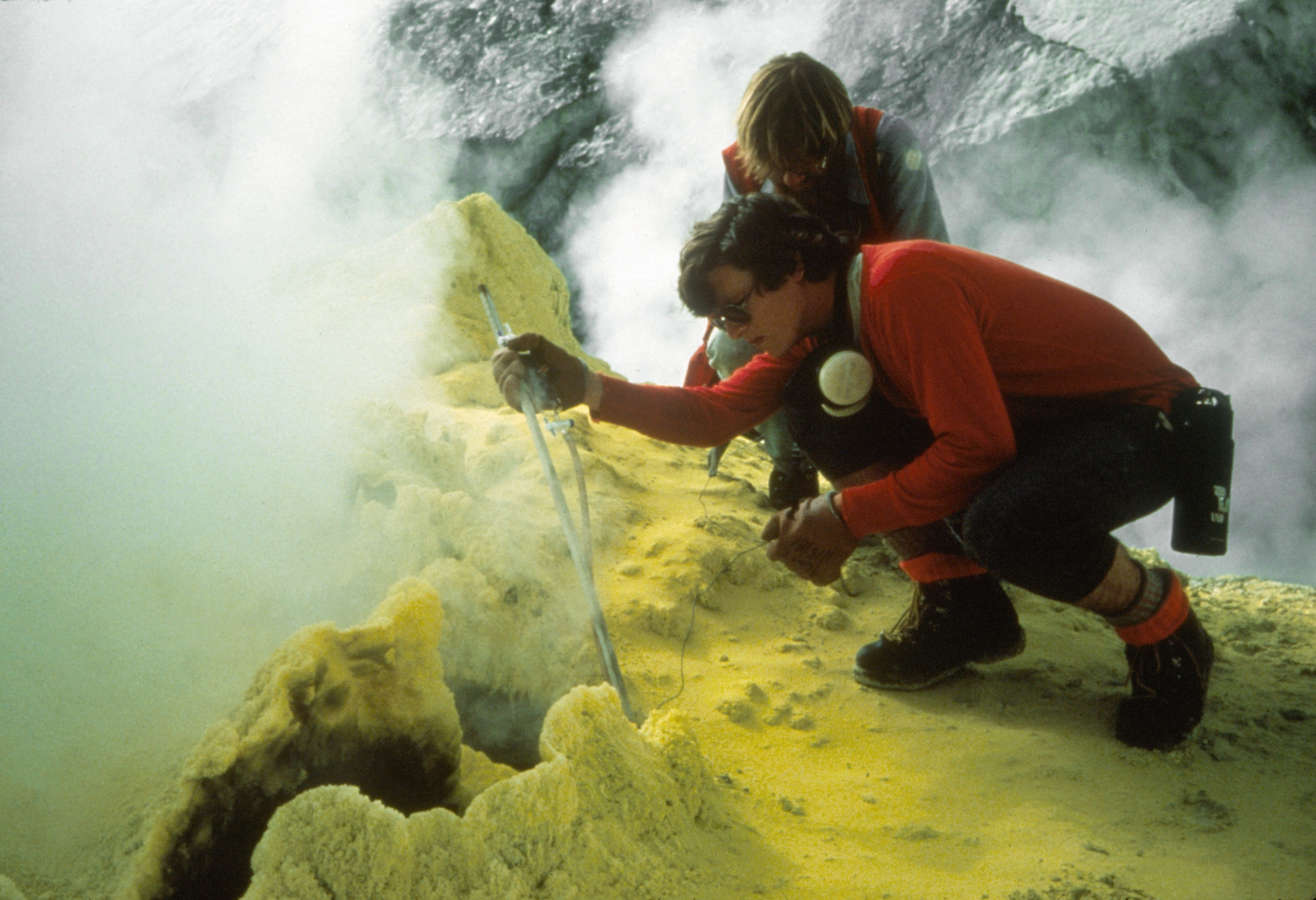
Gasprobenentnahme an Fumarolen am Gipfel des Mount Bakers im US-Bundesstaat Washington

Durch Veränderungen können Fumarolen vulkanische Aktivität anzeigen. Wenn ihre Temperatur zunimmt oder sich die Zusammensetzung des austretenden Gases drastisch ändert, kann dies ein Indiz für einen neuen Vulkanausbruch sein. So stiegen die Temperaturen der Fumarolen auf der Insel Vulcano, die seit über 100 Jahren ruhig waren, zwischen 1986 und 1993 von 300 °C auf über 700 °C an, was große Besorgnis auslöste. Erst als die Temperaturen wieder sanken, konnte Entwarnung gegeben werden.
In der Regel sind Fumarolen, ebenso wie die anderen Exhalationen, postvulkanische Erscheinungen; ihre Existenz deutet auf abklingenden Vulkanismus hin.

## Weiteres
Die mit den Fumarolen einhergehenden Geräuschbildungen waren ausschlaggebend für die Benennung des Roaring Mountain in Wyoming.